# Physena
Physena — єдиний рід квіткових рослин родини Physenaceae. Він містить два види чагарників і невеликих дерев, які є ендемічними для Мадагаскару. Система APG II 2003 року (без змін у порівнянні з системою APG 1998 року) дійсно визнає цю родину та відносить її до порядку Caryophyllales.